# Antes muerta que sencilla
Antes muerta que sencilla è un singolo della cantante spagnola María Isabel, il primo estratto dal primo album in studio No me toques las palmas que me conozco e pubblicato il 21 giugno 2004.
Il singolo ha riscosso molto successo in Spagna, Italia, Germania, Inghilterra e a New York, arrivando alle prime posizioni. In Spagna e in Italia arrivò alla posizione numero 1 superando Gasolina di Daddy Yankee. Il successo è stato ottenuto grazie alla vittoria della seconda edizione dei Junior Eurovision Song Contest.